# Stonogobiops yasha
Stonogobiops yasha är en fiskart som beskrevs av Yoshino och Shoichi Shimada 2001. Stonogobiops yasha ingår i släktet Stonogobiops och familjen smörbultsfiskar. Inga underarter finns listade i Catalogue of Life.